# 杜诺
杜诺（義大利語：Duno），是意大利瓦雷泽省的一个市镇。总面积2平方公里，人口159人，人口密度79.5人/平方公里（2009年）。国家统计（ISTAT）代码为012066。